# Alebroides curvatus
Alebroides curvatus är en insektsart som beskrevs av Irena Dworakowska 1981. Alebroides curvatus ingår i släktet Alebroides och familjen dvärgstritar. Inga underarter finns listade i Catalogue of Life.